# Biserica Sfântul Dumitru din Tinăud

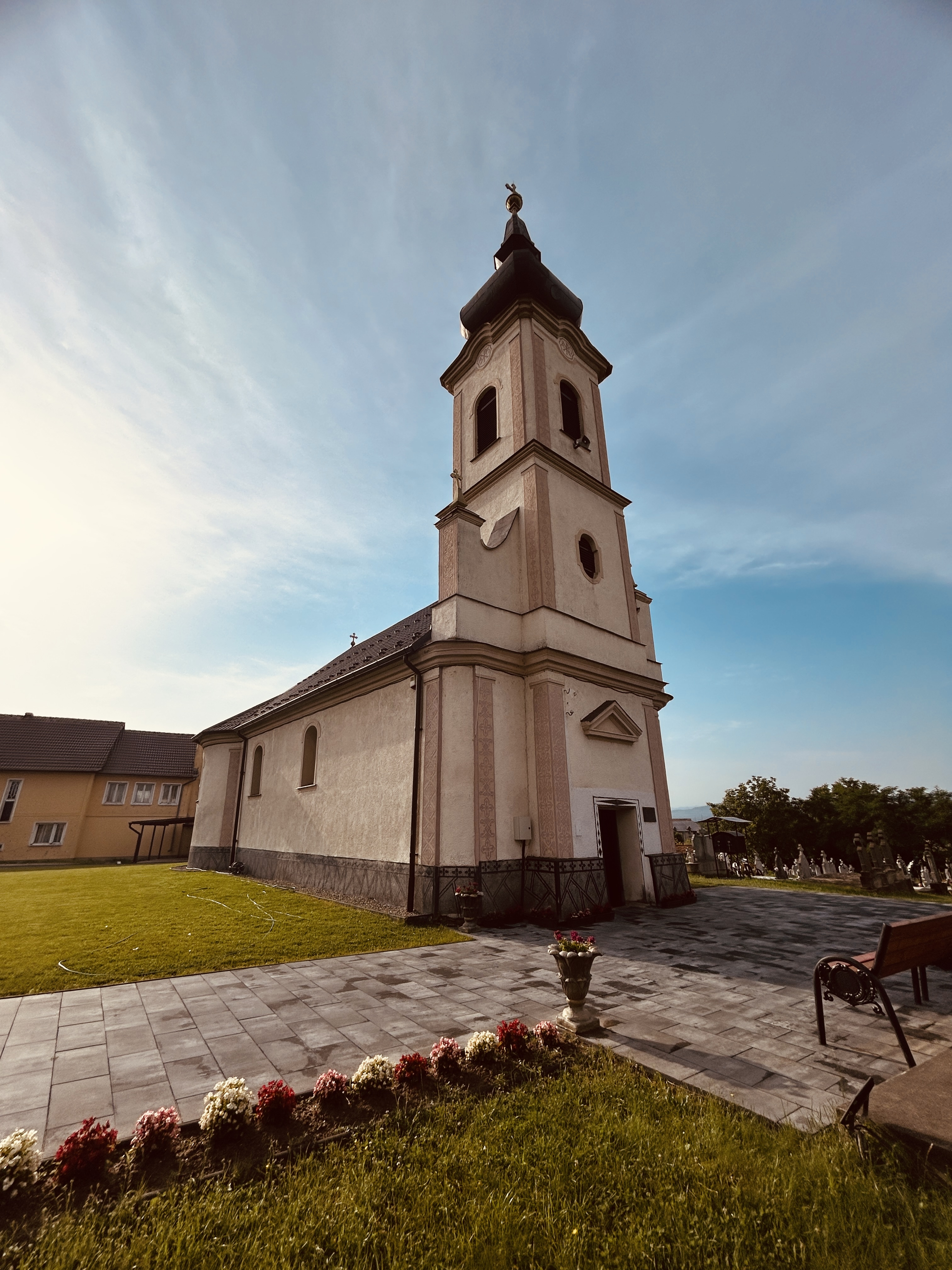
Biserica de zid cu hramul „Sfântul Dimitrie, Izvorâtorul de Mir” și „Sfinții Împărați Constantin și Elena” din Tinăud, oraș Aleșd, județul Bihor, foto: iunie 2024.

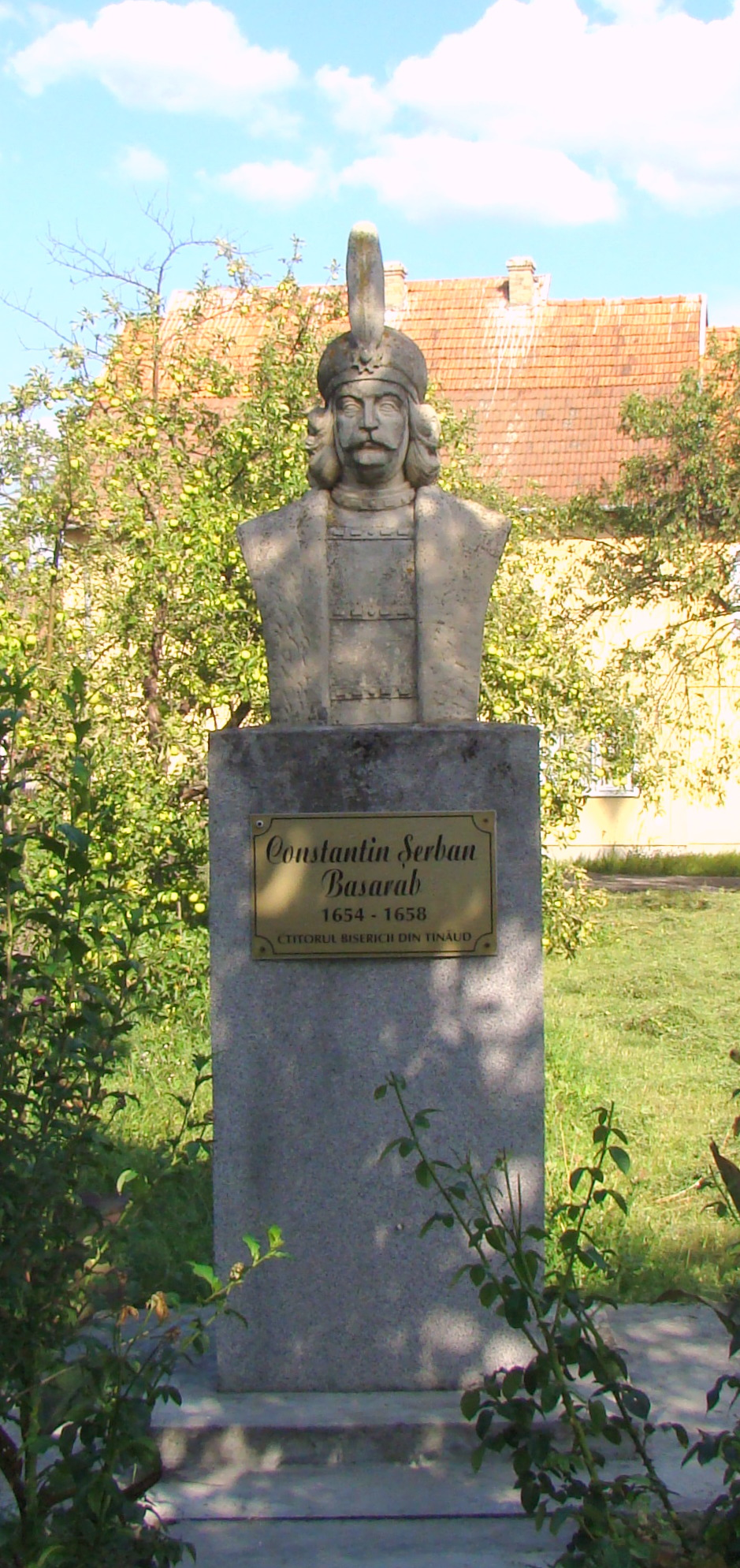
Bustul domnitorului Constantin Șerban Basarab

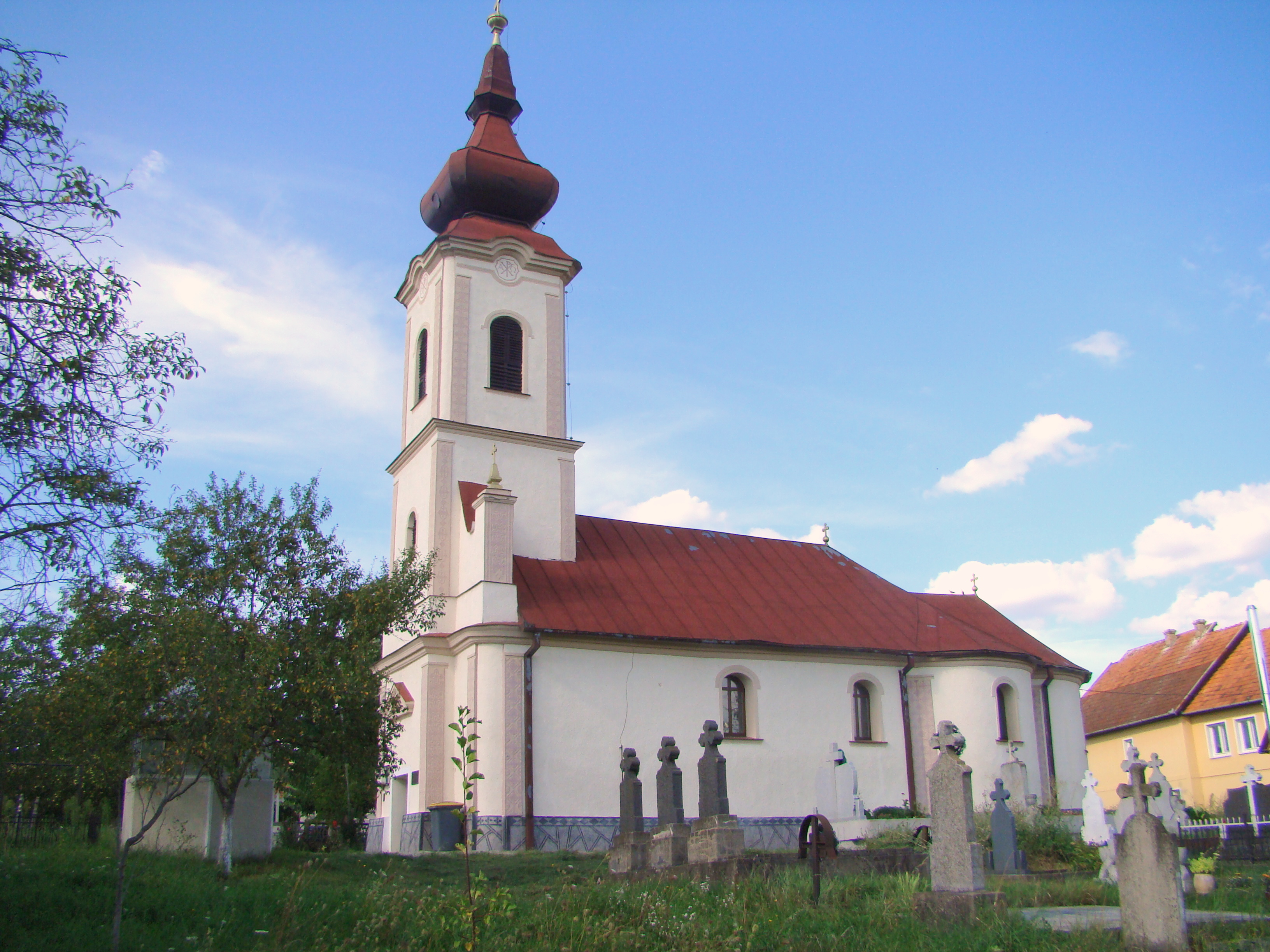
Biserica (sud-vest)

Biserica de zid cu hramul „Sfântul Dimitrie” din Tinăud, oraș Aleșd, județul Bihor, datează din secolul XVII . Biserica se află pe noua listă a monumentelor istorice sub codul LMI:  BH-II-m-B-01218.

## Istoric și trăsături
Biserica din Tinăud este ctitorită de un domnitor peregrin prin aceste locuri: Constantin Șerban Basarab, nepotul lui Matei Basarab, a fost domn al Țării Românești între anii 1654-1658. Între anii 1656-1658 a ctitorit actuala Catedrală Patriarhală din București, zidită initial pentru a fi o mănăstire, însă ea a devenit succesiv Catedrală Mitropolitană, iar mai apoi Catedrală Patriarhală. Ctitoria a fost așezată sub protecția Sfinților Împărați Constantin și Elena. În anul 1658 Constantin Șerban Basarab este alungat de pe scaunul Țării Românești de către turci, în urma unui complot al boierilor. Se refugiază în Ardeal, la bunul său prieten, principele transilvănean Gheorghe Rákóczi al II-lea, care îi vinde domenii în zona Aleșdului. A locuit în Castelul de la Piatra Șoimului, din apropiere de Peștiș, împreună cu soția lui, domnița Bălașa și cu o parte din sfetnicii lui credincioși. Așa a găsit domnitorul pribeag pe aceste meleaguri ruinele fostei mănăstiri de la Tinăud. A început rectitorirea ei, zidind-o de data aceasta din piatră, finalizând lucrările în anul 1659 și punând-o sub ocrotirea unui sfânt militar, Sfântul Dimitrie, nădăjduind într-un ajutor al sfântului, pentru a-și putea recupera tronul domnesc. Biserica este o constructie ce îmbină stilul muntenesc și cel transilvănean, dar una foarte mare pentru acele vremuri. Este astăzi cea mai veche biserică ortodoxă de zid din Bihor. De-a lungul vremii biserica de la Tinăud a jucat un rol foarte important, atât din punct de vedere spiritual, cât și din punct de vedere cultural. În anul 2023, Episcopul Sofronie al Oradiei oferă lăcașului de cult un nou hram, Sfinții Împărați Constantin și mama sa Elena. 
Biserica este tencuită în exterior în terasit, iar interiorul a fost pictat de către Dimitrie Bănică din București,între anii 1990-1992. Iconostasul datează din secolul XVIII, ușile împărătești, icoanele praznicelor și ale celor 12 Apostoli, icoana Sfintei Treimi și a Mântuitorului Hristos coborât de pe cruce sunt originale, de secol XVIII, iar pictura lor e atribuită lui David din Pitești. 
Șirul preoților slujitori de la Tinăud are continuitate neîntreruptă de la anul 1672, când este amintit marele preot și cărturar Popa Pătru din Tinăud, care semna cu titlul de Protopop, probabil în jurul ctitoriei voievodale de la Tinăud să fii existat și o formă de organizare bisericească. Despre el se crede că ar fi făcut parte din suita domnitorului Constantin Șerban Basarab și se știe cu certitudine că avea preocupări cărturărești, că a copiat mai multe cărți de învățătură, de credință și de slujbă, dintre care amintim: Cazania lui Varlaam, din anul 1643 și Liturghierul lui Macarie, de la anul 1508. Tot de numele lui Popa Pătru se leagă și prima școală de pe aceste meleaguri, probabil după modelul școlilor mănăstirești ce funcționau în Țara Românească. Alți preoți slujitori au fost: Popa Ioan, Mihai Popovici, Teodor Popovici, Ioan Popovici, Ioan Molnar Morărescu, George Molnar Morărescu, despre care se știe că a fost asesor al Consistoriului Eparhial din Oradea, ținând permanent legătura cu Episcopia Aradului, sub jurisdicția căreia se aflau parohiile ortodoxe din Bihor, după desființarea Episcopiei Oradei Mari. Alți preoți slujitori au fost: Iacob Ilarion, Ioan Erdeli, Victor Usturoi, Gheorghe Moțoc, Dumitru Panaite, Marcel Juvenalie, Adrian Botiș, despre care se știe că a suferit o condamnare în temnițele comuniste de la Aiud și Gherla. Șirul preoților slujitori continuă cu: Constantin Tarcău, Vasile Boșca, Ovidiu Bocșan, Horațiu Bocșan, Florian-Teodor Ardelean, Laurențiu Florin-Brîndaș. Începând cu anul 2024, preot paroh este Cristian Nistor, fost președinte al Asociației Studenților Creștin-Ortodocși Români - filiala Oradea.

## Imagini

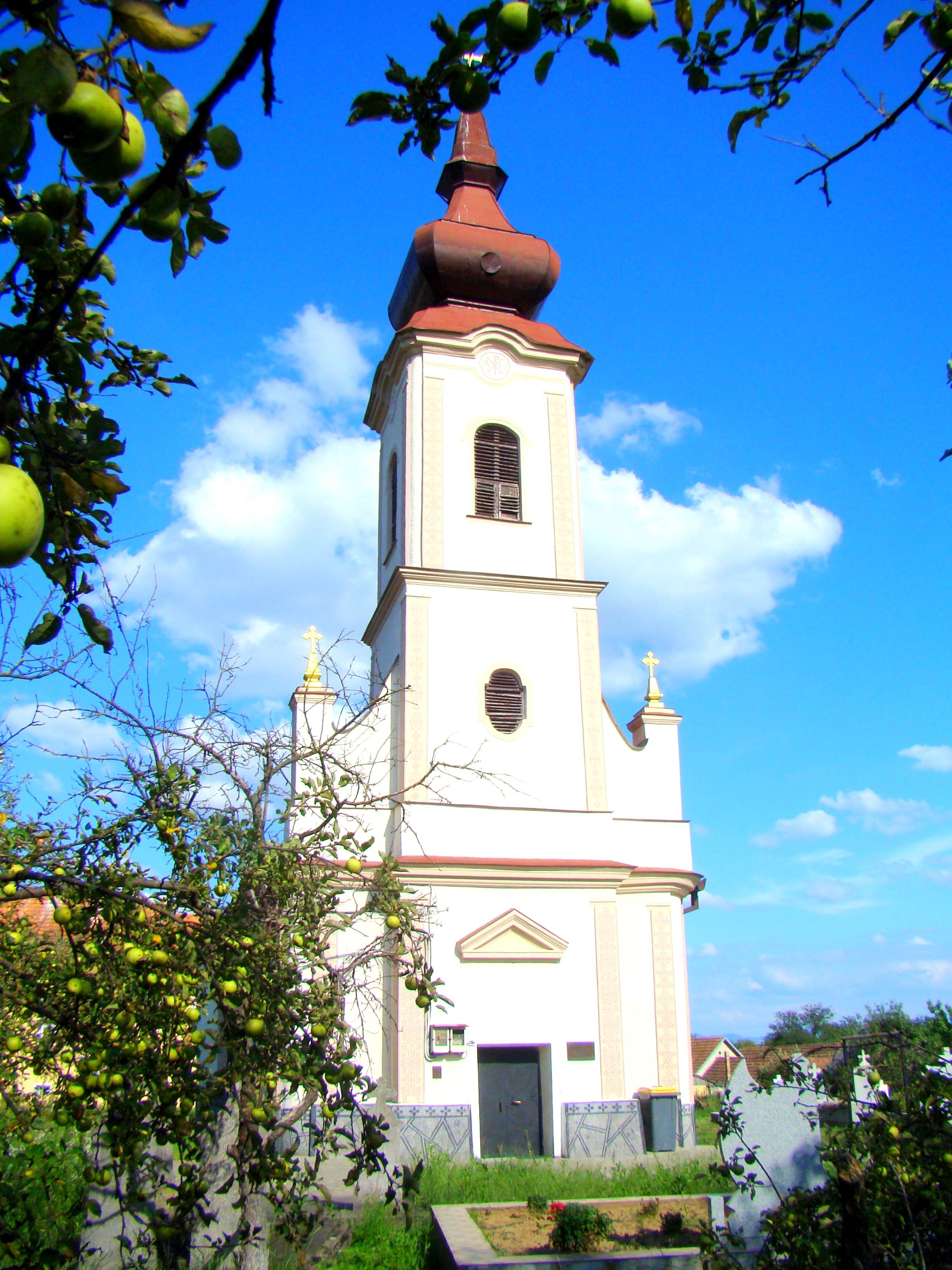
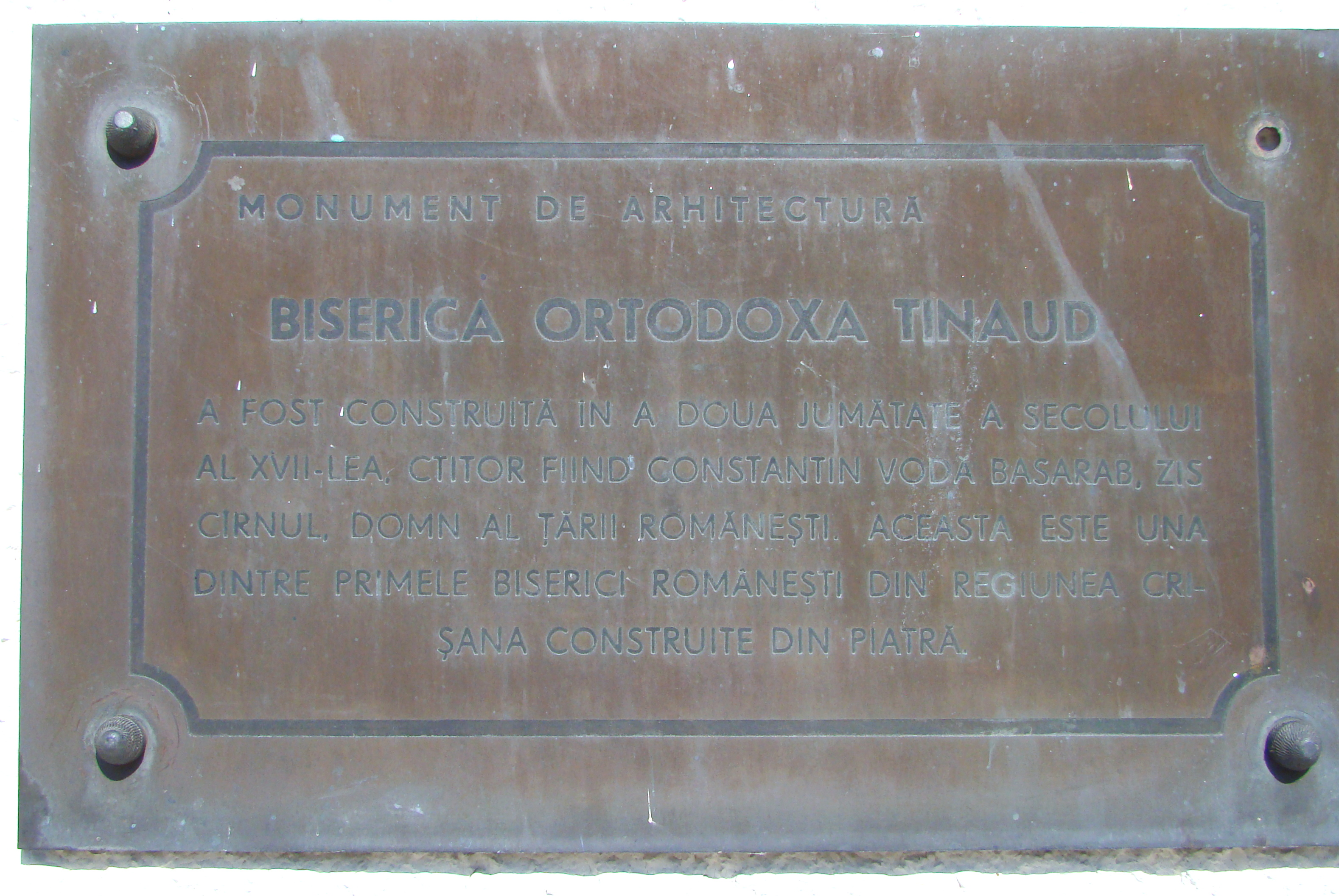
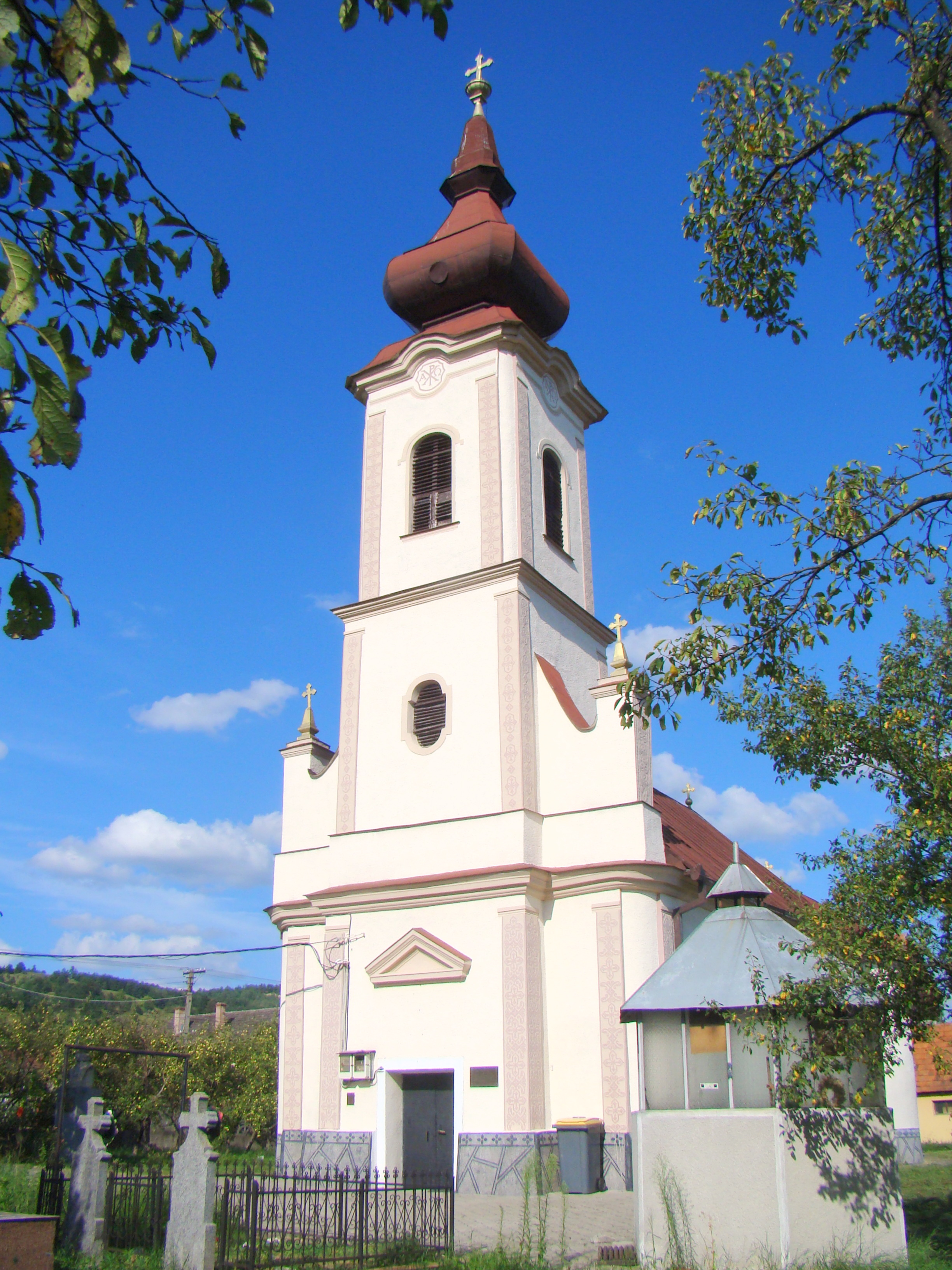
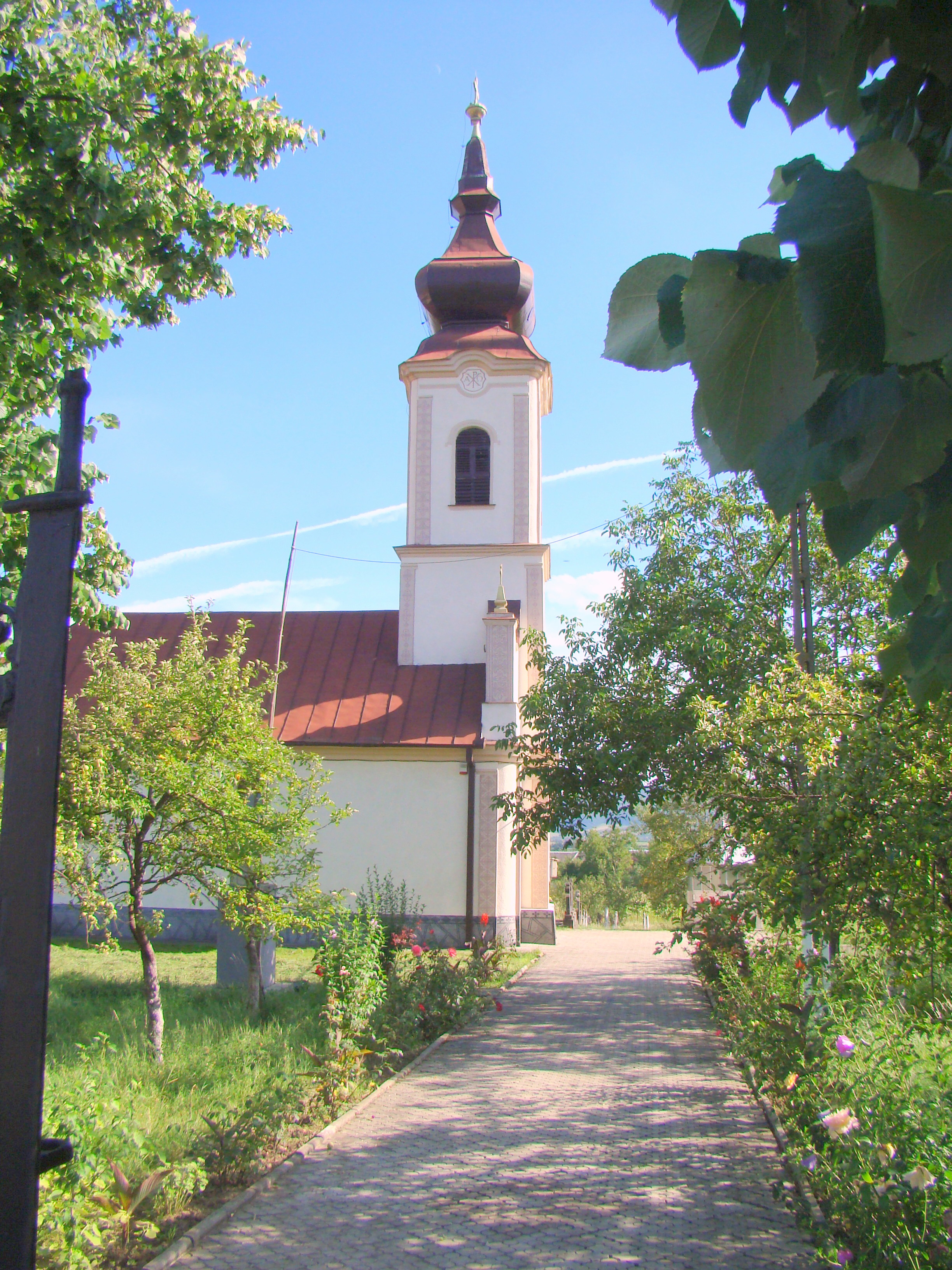
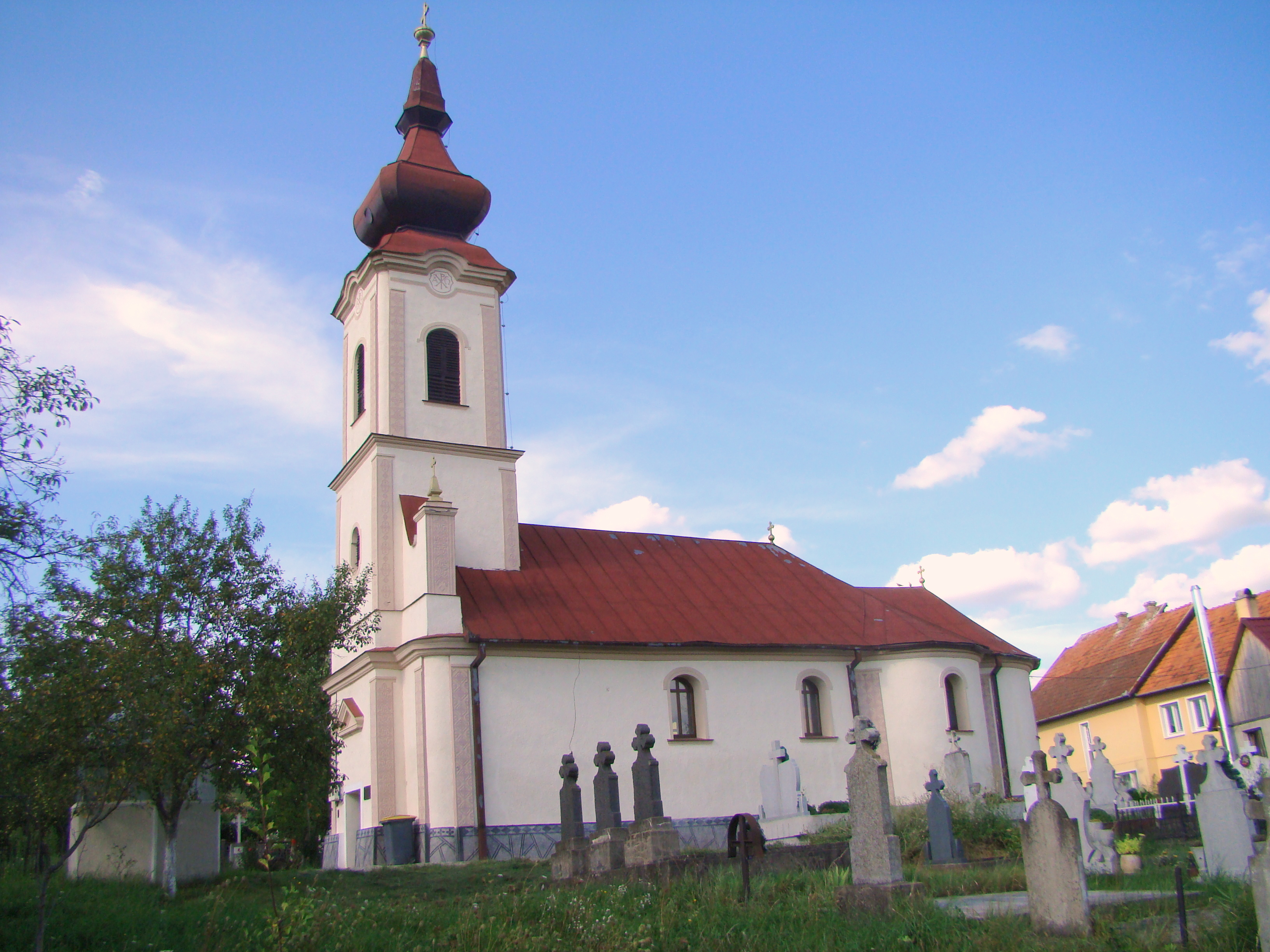
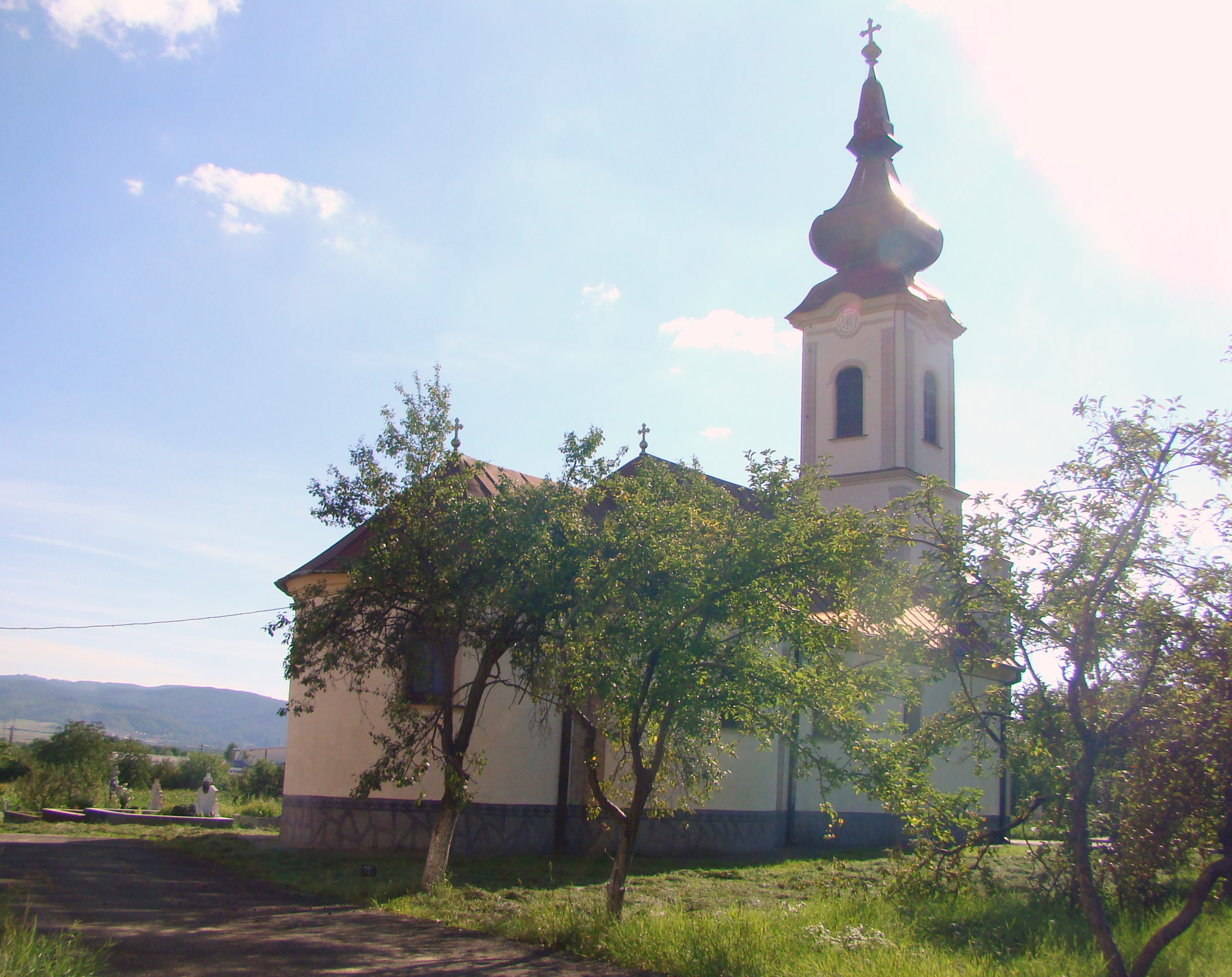
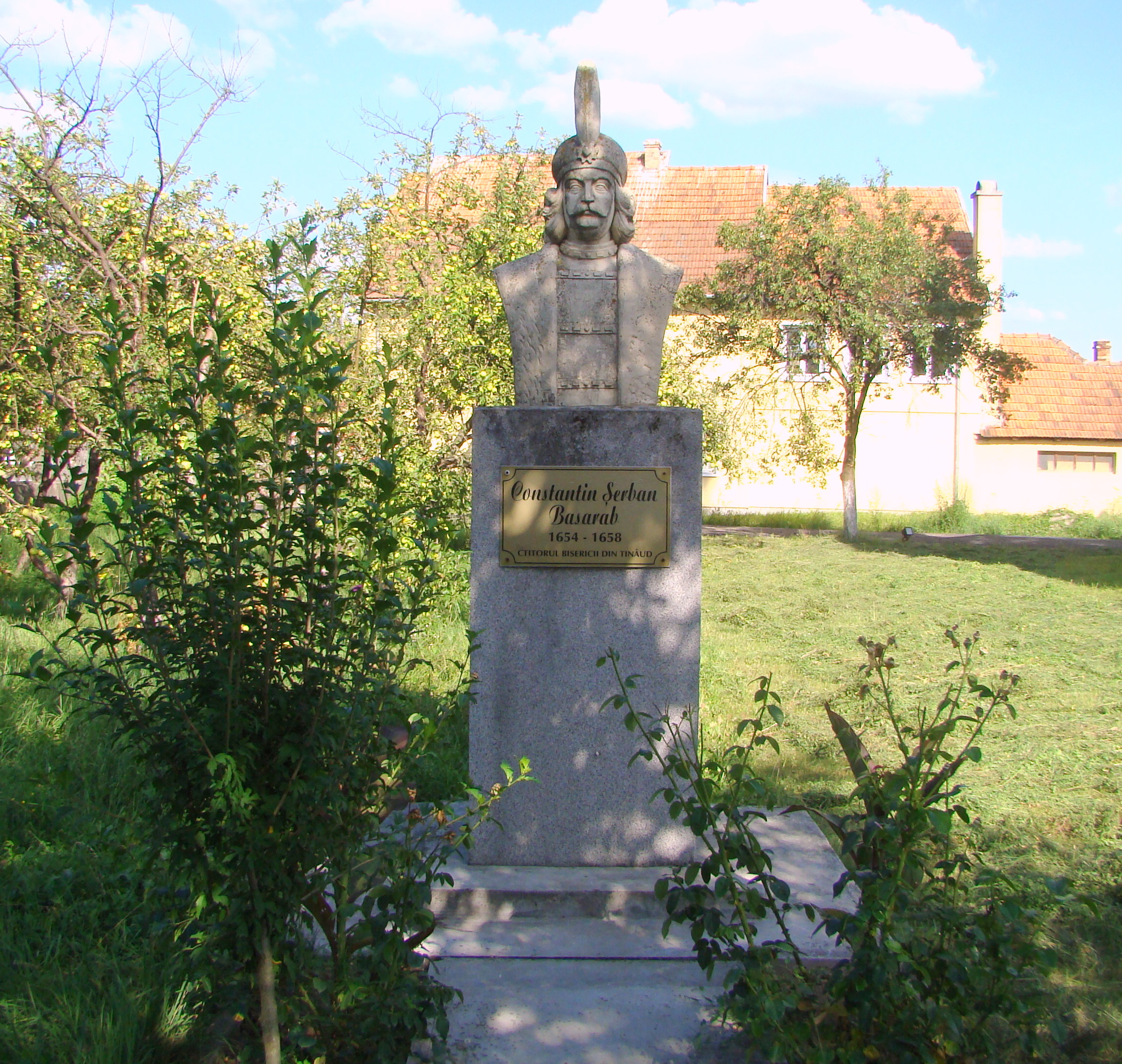
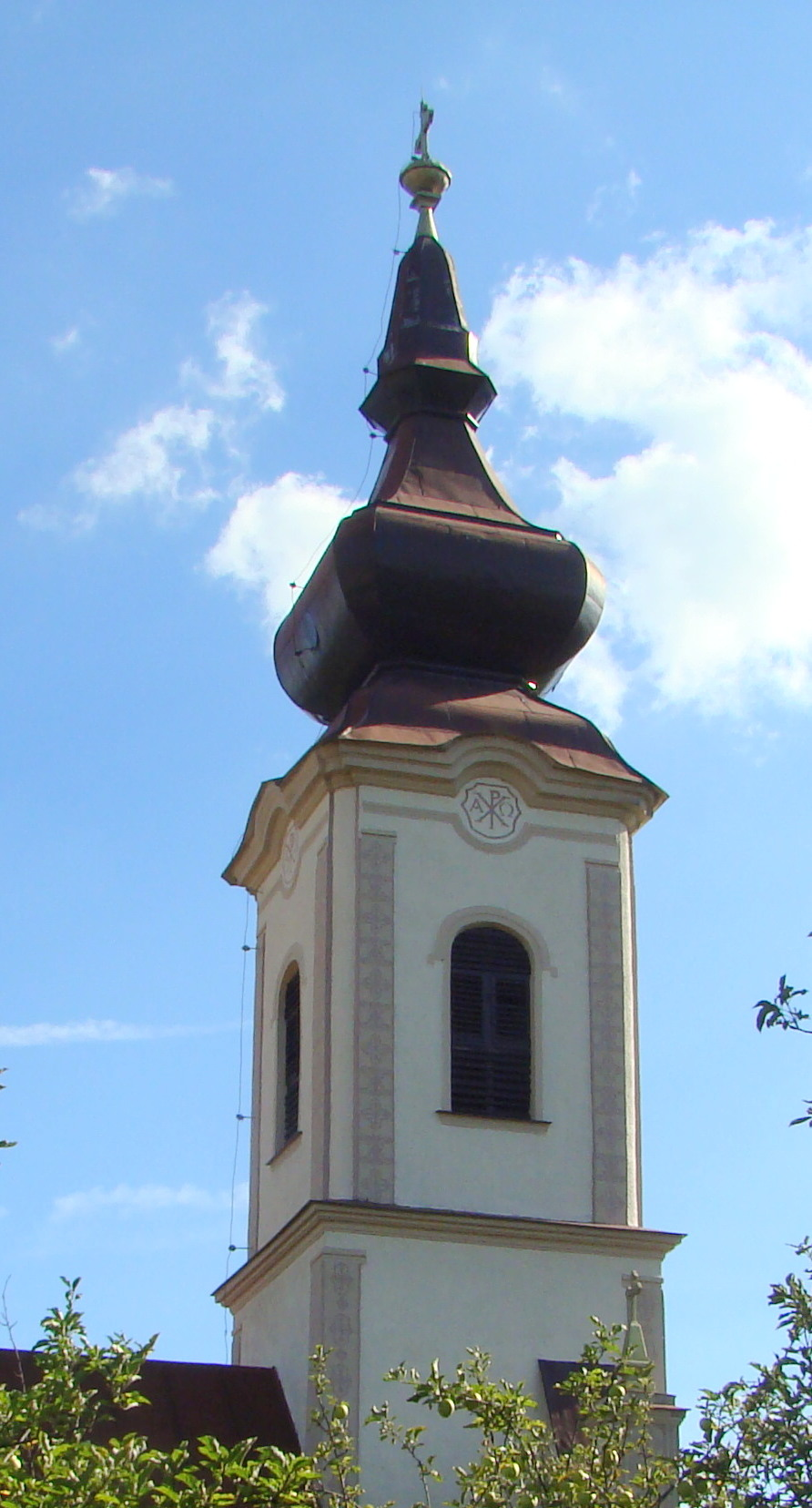